# 권형정
권형정(1967년 5월 19일 ~ )은 대한민국의 축구 선수이며, 포지션은 풀백이다.